# Kateryna Roubtchak
Kateryna Roubtchak (en ukrainien : Катери́на Андрі́ївна Коссак ; 1881-1919) était une actrice et soprano du théâtre galicien, née dans le village de Vygnanka, devenu aujourd'hui un quartier de la ville de Tchortkiv et morte du typhus à Zinkivtsi.
Elle épousa Ivan Roubtchak en 28 janvier 1899, leurs filles Yaroslava, Olga et Nadia firent une carrière artistique ; elle fut la belle-mère de Gnat Petrovitch Ioura. De 1886 à 1914 elle faisait partie du Théâtre du discours ukrainien.